# Epirhyssa nigristigma
Epirhyssa nigristigma là một loài tò vò trong họ Ichneumonidae.